# George W. Meyer (Songwriter)
George William Meyer (Geo. W. Meyer; * 1. Januar 1884 in Boston; † 28. August 1959 in New York City) war ein US-amerikanischer Songwriter.
Meyer arbeitete nach dem Besuch der Roxbury High School als Buchhalter in Kaufhäusern Bostons. Ende der 1890er Jahre wechselte er nach New York. Als autodidaktischer Pianist begann er als song plugger für Musikproduzenten der Tin Pan Alley zu arbeiten. Daneben komponierte er gelegentlich selbst Songs. Erste Erfolge hatte er mit I'm Awfully Glad I Met You (1909) und Brass Band Ephraham Jones (1912). Der letztere Song wurde in der Aufnahme von Al Jolson in den gesamten USA bekannt, der auch weitere Songs Meyers aufnahm wie If You Were the Only Girl in the World und Where Did Robinson Crusoe Go with Friday on Saturday Night? nach Texten von Sam M. Lewis und Joe Young (1916), For Me and My Gal (Text von Edgar Leslie und E. Ray Goetz, 1917) und Everything Is Peaches Down in Georgia (mit Milton Ager und Grant Clarke, 1918).
1923 schrieb Meyer mit Gus Kahn Sittin’ in a Corner. Clarence Williams’ Blue Five nahmen 1924 mit Louis Armstrong, Sidney Bechet, Charlie Irvis, Buddy Christian und Eva Taylor Meyers Songs I’m a Little Blackbird Looking for a Bluebird und Mandy, Make Up Your Mind auf. Weitere Kompositionen Meyers waren u. a. Someone Is Losin’ Susan (1926), My Song of the Nile (1929). I’m Sure of Everything But You (1932), I Believe in Miracles, The Girl I Left Behind Me und I’m Growing Fonder of You (1935, aufgenommen von Fats Waller & His Rhythm) und There Are Such Things (1942).
Außerdem komponierte Meyer das Broadway-Musical Dixie to Broadway (mit Arthur Johnston; Libretto: Walter De Leon, Tom Howard, Lew Leslie und Sidney Lazarus; Songs: Grant Clarke und Roy Turk, 1923) und Songs zu verschiedenen Filmproduktionen. Unter dem Namen Geo. W. Meyer Co. betrieb er seit 1912 eine eigene Musikproduktion. Ab 1914 war er Mitglied der American Society of Composers, Authors and Publishers (ASCAP), von 1920 bis 1923 und von 1932 bis 1959 war er einer von deren Direktoren.